# Liza Snyder
Liza Snyder (Northampton, 20 marzo 1968) è un'attrice statunitense.
È principalmente nota per il suo ruolo di Christine Hughes nella sitcom Prima o poi divorzio! (2000-06).

## Biografia e carriera
Suo padre è un insegnante di recitazione allo Smith College, e sua madre è una cantautrice. Liza si è laureata alla scuola di teatro Neighborhood Playhouse di New York, dove ha studiato recitazione sotto la guida di Sanford Meisner.
Liza ha iniziato la sua carriera con apparizioni in episodi di fictions televisive come I casi di Rosie O'Neill e La signora in giallo. Nel 1994 ha ricoperto il ruolo di Molly Whelan nella serie Sirens. Dopo la cancellazione della serie, ha lavorato come co-protagonista in due telefilm e come guest star in Chicago Hope e Pacific Blue. Dal 1988 al 2000 ha fatto parte del cast della sitcom Jesse. Ha fatto il suo debutto sul grande schermo in un ruolo secondario nel film Un sogno per domani diretto da Mimi Leder. Ha poi iniziato a lavorare come Christine Hughes nella sitcom Prima o poi divorzio!, terminata nel 2006.
Nel 2011 torna in televisione come guest star in un episodio di Dr. House - Medical Division, come paziente bisognosa di un trapianto di polmone. Riprende la parte ricoperta in Prima o poi divorzio! nel 2013 in un episodio di Aiutami Hope! Nel 2016 Liza ritorna in una serie televisiva, lavorando al fianco di Matt LeBlanc nella sitcom Papà a tempo pieno.

## Filmografia

### Cinema
- Un sogno per domani (Pay It Forward), regia di Mimi Leder (2000)

### Televisione
- I casi di Rosie O'Neill (The Trials of Rosie O'Neill) – serie TV, episodio 2x15 (1992)
- Down the Shore – serie TV, episodio 1x06 (1992)
- La signora in giallo (Murder, She Wrote) – serie TV, episodio 10x12 (1994)
- Sirens – serie TV, 26 episodi (1993-1995)
- False testimonianze (Innocent Victims), regia di Gilbert Cates – film TV (1996)
- Per salvare Sara (Race Against Time: The Search for Sarah), regia di Fred Gerber – film TV (1996)
- Chicago Hope – serie TV, episodio 3x03 (1996)
- Pacific Blue – serie TV, episodio 3x07 (1997)
- Jesse – serie TV, 42 episodi (1998-2000)
- Prima o poi divorzio! (Yes, Dear) – serie TV, 122 episodi (2000-2006)
- Dr. House - Medical Division (House, M.D.) – serie TV, episodio 8x02 (2011)
- Aiutami Hope! (Raising Hope) – serie TV, episodio 3x17 (2013)
- Papà a tempo pieno (Man with a Plan) – serie TV, 69 episodi (2016-2020)